# Хеллвинг, Гюнтер
Гюнтер Хеллвинг (нем. Günter Hellwing; 29 марта 1914, Виттен, Германская империя — 22 апреля 1996, Мюльхайм-ан-дер-Рур, Германия) — немецкий политик, гауптштурмфюрер СС, начальник гестапо в Марселе.

## Биография
Гюнтер Хеллвинг родился 29 марта 1914 года. После окончания народной школы закончил обучение на шахтёра при фирме Hibernia-Bergwerks AG, а потом начал учиться на коммерсанта с 1934 по 1935 год. В 1933 году вступил в гитлерюгенд. С 1935 по 1938 год проходил службу в вермахте. С 1938 года служил в уголовной полиции Реклингхаузена. 1 ноября 1938 года вступил в НСДАП(билет № 7023387). Кроме того, посещал школу полиции безопасности и СД в Шарлоттенбурге. После окончания учебного курса осенью 1939 года стал комиссаром уголовной полиции и был зачислен в ряды СС. В 1940 году поступил на службу в СД.
С 1943 по 1944 год возглавлял отделение гестапо в Марселе. На этой должности участвовал в депортации французских евреев в лагеря смерти и координировал разрушение старого города. С 1944 года Хеллвинг был начальником уголовной полиции в Боттропе. В марте 1945 года получил приказ казнить 5 советских военнопленных, обвинённых в мародёрстве.

### После войны
В 1947 году прокуратура в Эссене провела расследования против Хеллвинга в связи с расстрелом в конце войны немецкого каменщика. В мае 1949 года расследование было прекращено. Но уголовная полиция Мюнстера начала расследовать его дело и передала материал британским оккупационным властям. В итоге военный трибунал в Изерлоне приговорил его к 2 годам тюремного заключения. В 1950 году вступил в Боттропе в СДПГ. В конце 1952 года подал заявление о восстановлении на работе в уголовной полиции. Эта процедура проходила с января по ноябрь 1953 года, после чего Хеллвинг вновь смог работать комиссаром уголовной полиции. В 1953 году стал членом профсоюза полиции. С 1953 по 1959 году был членом городского совета в Боттропе. 1 февраля 1954 года военный трибунал в Марселе заочно приговорил его к смертной казни. С 1955 по 1956 и до 1958 года был заместилем представителя окружной ассоциации Боттропа. С 1957 по 1958 год был членом ландтага от земли Северный Рейн-Вестфалия. С 1958 года состоял в земельном и федеральном правлении союза СДПГ. С 1958 по 1960 год был начальником уголовной полиции в Мюльхайм-ан-дер-Руре. В 1959 году прокурор Эссена возбудил расследование против него по обвинению в казнях пяти советских военнопленных, но в 1960 году расследование было прекращено. В октябре 1961 занял должность депутата ландтага по списку СДПГ. В 1962 году срок действия его полномочий закончился.